# Times (álbum de Lesiëm)
Times é o 3º álbum do projeto musical alemão Lesiëm. Foi lançado em 4 de abril de 2003 na Europa e em 2004 nos Estados Unidos sob o título ‘’Auracle’’, com a ordem das faixas reorganizada.
Assim como os anteriores, o álbum foi produzido por Alex Wende e Sven Meisel, com Thomas Pflanz sendo o autor das letras em latim. Porém, diferente de seus predecessores, ‘’Times’’ possui a participação do coral da Ópera Alemã de Berlim, em substituição ao Carl Maria von Weber. Este é também o único álbum do projeto com um coral misto, masculino e feminino, e não somente masculino como em Mystic Spirit Voices e Chapter 2.
‘’Times’’ tem a participação da cantora escocesa Maggie Reilly, célebre pela canção hit em 1983 ‘’Moonlight Shadow’’, feita em parceria com Mike Oldfield. Reilly é a vocal solo de ‘’Humilitas’’, ‘’Caritas’’ e ‘’Fides’’. Em 21 de outubro de 2005, duas novas canções com Maggie Reilly foram lançadas em uma nova versão do álbum, ‘’Morgain’’ e ‘’Morgause’’.
Em dezembro de 2002, a música ‘’Caritas’’, único single do álbum, foi apresentada no programa filantrópico de José Carreras, ‘’Carreras Gala’’.

## Faixas

### ‘’Times’’
As músicas ‘’Morgain’’, ‘’Morgause’’ e ‘’Caritas (Joe Rilla’s Hommage)’’ estão presentes apenas na versão de 2005 do álbum.
1. ‘’Prudentia’’ (4:45) – Alex Wende; Thomas Pflanz.
2. ‘’Humilitas‘’ (4:07) – Alex Wende; Maggie Reilly; Thomas Pflanz.
3. ‘’Justitia’’ (4:40) – Alex Wende; Siegfried Ipach; Thomas Pflanz.
4. ‘’Fides’’ (5:23) – Alex Wende; Maggie Reilly; Thomas Pflanz.
5. ‘’Spes’’ (3:46) – Henning Westland; Thomas Pflanz.
6. ‘’Temperantia’’ (3:59) – Alex Wende; Diana Lasch; Thomas Pflanz.
7. ‘’Caritas’’ (4:20) – Alex Wende; Maggie Reilly; Thomas Pflanz.
8. ‘’Patientia’’ (4:16) – Alex Wende; Diana Lasch; Henning Westland; Thomas Pflanz.
9. ‘’Times’’ (5:15) – Alex Wende; Thomas Pflanz.
10. ‘’Vanitas’’ (4:39) – Henning Westland; Thomas Pflanz; Brit Beyer.
11. ‘’Invidia’’ (3:57) – Alex Wende; Thomas Pflanz; Tom Cunningham.
12. ‘’Fortitudo’’ (4:32) – Alex Wende; Diana Lasch; Thomas Pflanz.
13. ‘’Bonitas’’ (5:50) – Alex Wende; Thomas Pflanz; Tom Cunningham.
14. ‘’Morgain’’ (3:59) – Alex Wende; Maggie Reilly; Thomas Pflanz.
15. ‘’Morgause’’ (3:14) – Alex Wende; Maggie Reilly; Thomas Pflanz.
16. ‘’Caritas (Joe Rilla’s Hommage)’’ (4:08) – Alex Wende; Maggie Reilly; Thomas Pflanz; Hagen Stoll.
17. ‘’Fides’’ (5.1 DTS Surround Mix) (5:36) – Alex Wende; Maggie Reilly; Thomas Pflanz.

### ‘’Auracle’’
1. ‘’Humilitas’’ (4:05) – Alex Wende; Maggie Reilly; Thomas Pflanz.
2. ‘’Temperantia’’ (4:01) – Alex Wende; Diana Lasch; Thomas Pflanz.
3. ‘’Caritas’’ (4:23) – Alex Wende; Maggie Reilly; Thomas Pflanz.
4. ‘’Fides’’ (5:25) – Alex Wende; Maggie Reilly; Thomas Pflanz.
5. ‘’Justitia’’ (4:21) – Alex Wende; Siegfried Ipach; Thomas Pflanz.
6. ‘’Patientia’’ (4:17) – Alex Wende; Diana Lasch; Henning Westland; Thomas Pflanz.
7. ‘’Spes’’ (3:49) – Henning Westland; Thomas Pflanz.
8. ‘’Prudentia’’ (4:47) – Alex Wende; Thomas Pflanz.
9. ‘’Times’’ (4:24) – Alex Wende; Thomas Pflanz.
10. ‘’Invidia’’ (4:00) – Alex Wende; Thomas Pflanz; Tom Cunningham.
11. ‘’Vanitas’’ (4:41) – Henning Westland; Thomas Pflanz; Brit Beyer.
12. ‘’Fortitudo’’ (4:33) – Alex Wende; Diana Lasch; Thomas Pflanz.
13. ‘’Bonitas’’ (5:53) – Alex Wende; Thomas Pflanz; Tom Cunningham.[7]

### Singles
- ‘’Caritas’’ (2003) [8]
  1. Caritas (Radio Version)
  2. Caritas (Joe Rilla’s Hommage)
  3. Caritas (Album preview der Pop-Oper Lesiëm "Times")

## Colaboradores
Maggie Reilly canta os trechos em inglês de ‘’Caritas’’, ‘’Fides’’ e ‘’Humilitas’’.
Diana Lasch canta os trechos em inglês de ‘’Temperantia’’, ‘’Patientia’’ e ‘’Fortitudo’’.
Tom Cunningham canta os trechos em inglês de ‘’Bonitas’’ e ‘’Invidia’’.
Kira Primke canta os trechos em inglês de ‘’Justitia’’ e ‘’Vanitas’’. As letras nesse idioma foram escritas por Siegfried Ipach e Brit Beyer, respectivamente.